# Alfa-1-antitrypsinbrist
Alfa-1-antitrypsinbrist (α₁-antitrypsinbrist, även förkortat A1AD eller alfa-1) är en ärftlig sjukdom där nivån av alfa-1-antitrypsin i blodet är för låg. A1AD är vanligast bland européer av nordvästeuropeisk och iberisk (spansk och portugisisk) bakgrund. A1AD kan leda till lungsjukdomar som lungemfysem och KOL samt leversjukdom som levercirros.
Antitrypsinmutationer spreds i järnålderns Europa eftersom det gav en evolutionär fördel genom att fokusera och förstärka det inflammatoriska svaret på mag-, tarm- och luftvägsinfektioner. Det är först sedan upptäckten av antibiotika, den utbredda förekomsten av rökning och ökad livslängd som dessa skyddande mutationer har blivit skadliga.